# Turneul celor Patru Trambuline 2020-2021
Turneul celor Patru Trambuline 2020-21 a fost un turneu de sărituri cu schiurile masculin programat să aibă loc în cele patru locuri tradiționale: Oberstdorf, Garmisch-Partenkirchen, Innsbruck și Bischofshofen situate în Germania și Austria, în perioada 28 decembrie 2020 și 6 ianuarie 2021.

## Rezultate

### Oberstdorf
HS 137 Schattenbergschanze, Germania

29 decembrie 2020
| Loc | Nume                  | Naționalitate | 1a(m) | 2a (m) | Puncte | Puncte Total Turneu |
| --- | --------------------- | ------------- | ----- | ------ | ------ | ------------------- |
| 1   | Karl Geiger           | Germania      | 127,0 | 136,5  | 291,1  | 291,1               |
| 2   | Kamil Stoch           | Polonia       | 125,0 | 132,5  | 288,3  | 288,3               |
| 3   | Marius Lindvik        | Norvegia      | 126,5 | 135,5  | 285,2  | 285,2               |
| 4   | Halvor Egner Granerud | Norvegia      | 122,0 | 131,0  | 280,1  | 280,1               |
| 5   | Markus Eisenbichler   | Germania      | 118,0 | 142,0  | 274,3  | 274,3               |

### Garmisch-Partenkirchen
HS 140 Große Olympiaschanze, Germania

1 ianuarie 2021
| Loc | Nume                  | Naționalitate | 1a(m) | 2a (m) | Puncte | Puncte Total Turneu |
| --- | --------------------- | ------------- | ----- | ------ | ------ | ------------------- |
| 1   | Dawid Kubacki         | Polonia       | 139,0 | 144,0  | 282,1  | 546,4               |
| 2   | Halvor Egner Granerud | Norvegia      | 137,0 | 136,0  | 274,9  | 555,0               |
| 3   | Piotr Żyła            | Polonia       | 129,5 | 137,0  | 260,4  | 571,1               |
| 4   | Kamil Stoch           | Polonia       | 135,0 | 132,0  | 260,0  | 548,3               |
| 5   | Karl Geiger           | Germania      | 131,0 | 138,0  | 259,9  | 551,0               |

### Innsbruck
HS 130 Bergiselschanze, Austria

 3 ianuarie 2021
| Loc | Nume          | Naționalitate | 1a(m) | 2a (m) | Puncte | Puncte Total Turneu |
| --- | ------------- | ------------- | ----- | ------ | ------ | ------------------- |
| 1   | Kamil Stoch   | Polonia       | 127,5 | 130,0  | 261,6  | 809,9               |
| 2   | Anže Lanišek  | Slovenia      | 127,5 | 123,5  | 249,6  | 770,4               |
| 3   | Dawid Kubacki | Polonia       | 126,0 | 127,0  | 248,3  | 794,7               |
| 4   | Piotr Żyła    | Polonia       | 126,5 | 124,5  | 246,2  | 763,3               |
| 5   | Yukiya Satō   | Japonia       | 126,5 | 130,0  | 245,6  |                     |

### Bischofshofen
HS 140 Paul-Ausserleitner-Schanze, Austria

 6 ianuarie 2021
| Loc | Nume             | Naționalitate | 1a(m) | 2a (m) | Puncte | Puncte Total Turneu |
| --- | ---------------- | ------------- | ----- | ------ | ------ | ------------------- |
| 1   | Kamil Stoch      | Polonia       | 139,0 | 140,0  | 300,7  | 1110,6              |
| 2   | Marius Lindvik   | Norvegia      | 137,0 | 140,5  | 280,4  |                     |
| 3   | Karl Geiger      | Germania      | 138,0 | 133,5  | 277,3  | 1062,5              |
| 4   | Stefan Kraft     | Austria       | 132,0 | 137,0  | 275,9  | 1019,1              |
| 5   | Robert Johansson | Norvegia      | 130,5 | 139,0  | 274,8  |                     |

### Clasament General
Clasamentul general după desfășurarea a patru concursuri.
| Loc | Nume                  | Naționalitate | Oberstdorf (final) | Garmisch-Partenkirchen (final) | Innsbruck (final) | Bischofshofen (final) | Puncte Total Turneu |
| --- | --------------------- | ------------- | ------------------ | ------------------------------ | ----------------- | --------------------- | ------------------- |
| 1   | Kamil Stoch           | Polonia       | 288,3 (2)          | 260,0 (4)                      | 261,6 (1)         | 300,7 (1)             | 1110,6              |
| 2   | Karl Geiger           | Germania      | 291,1 (1)          | 259,9 (5)                      | 234,2 (16)        | 277,3 (3)             | 1062,5              |
| 3   | Dawid Kubacki         | Polonia       | 264,3 (15)         | 282,1 (1)                      | 248,3 (3)         | 263,1 (15)            | 1057,8              |
| 4   | Halvor Egner Granerud | Norvegia      | 280,1 (4)          | 274,9 (2)                      | 234,3 (15)        | 268,1 (12)            | 1057,4              |
| 5   | Piotr Żyła            | Polonia       | 256,7 (21)         | 260,4 (3)                      | 246,2 (4)         | 273,9 (7)             | 1037,2              |
| 6   | Ryoyu Kobayashi       | Japonia       | 265,2 (14)         | 257,2 (7)                      | 244,3 (7)         | 265,8 (14)            | 1032,5              |
| 6   | Andrzej Stękała       | Polonia       | 273,3 (7)          | 253,7 (10)                     | 233,3 (18)        | 272,2 (8)             | 1032,5              |
| 8   | Stefan Kraft          | Austria       | 273,6 (6)          | 226,1 (28)                     | 243,5 (8)         | 275,9 (4)             | 1019,1              |
| 9   | Peter Prevc           | Slovenia      | 261,4 (17)         | 249,1 (13)                     | 239,4 (11)        | 268,1 (12)            | 1018,0              |
| 10  | Daniel Huber          | Austria       | 265,4 (13)         | 246,6 (14)                     | 233,8 (17)        | 268,9 (10)            | 1,014,7             |

## Legături externe
- de Site web oficial